# Kultura Dong Son

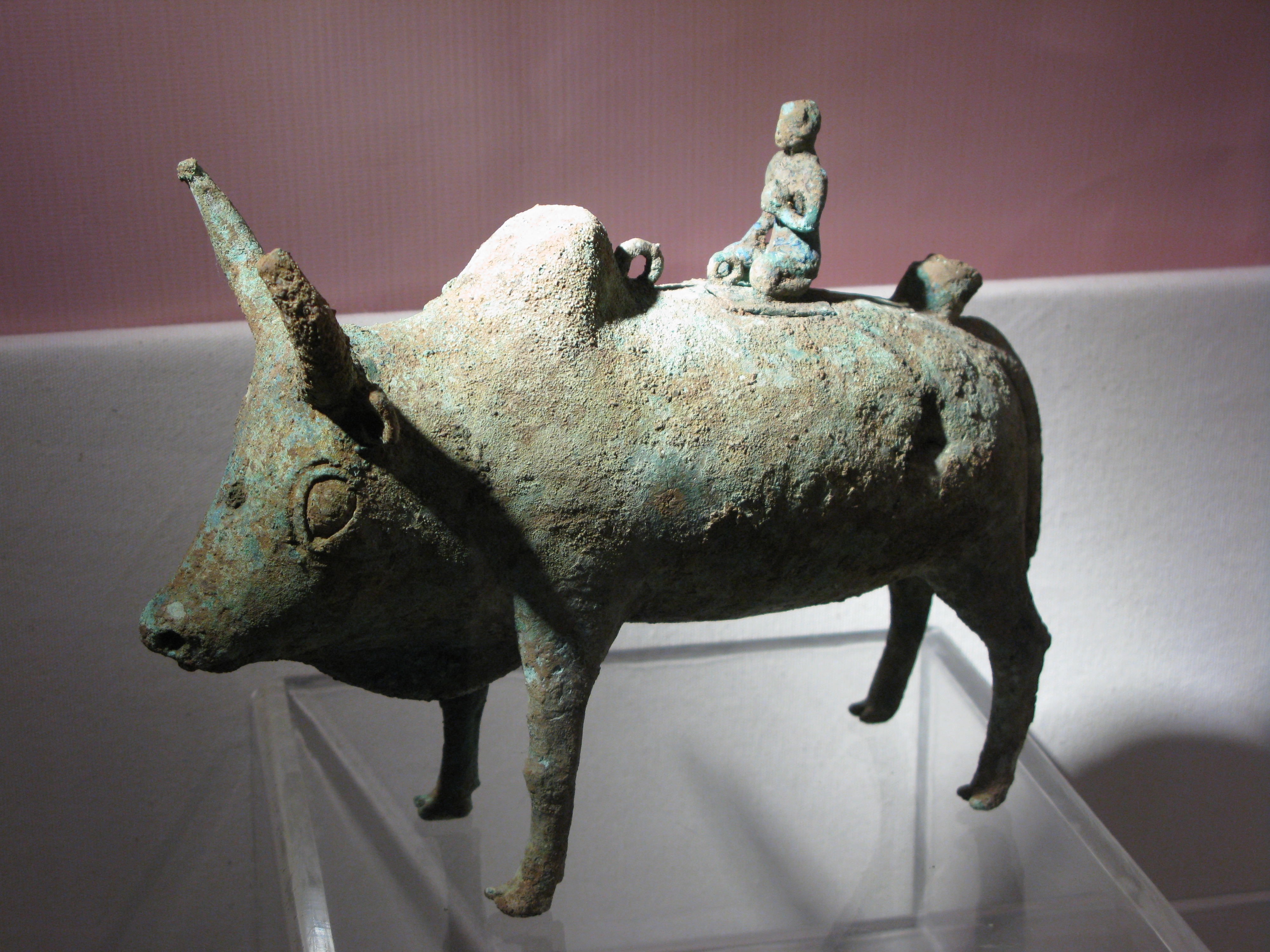
Bronzová soška vodního buvola

Kultura Đông Sơn či dongsonská kultura (vietnamsky văn hóa Đông Sơn) byla kultura na území severního a středního Vietnamu v době bronzové, zhruba kolem roku 1000 př. n. l..

## Rozšíření
Kultura Dong Son byla rozšířena na území středního a severního Vietnamu, především v deltě Rudé řeky. Předpokládá se, že jejím hlavním územím bylo okolí Lang Sonu, přičemž ve středním Vietnamu zasahovala až na území dnešní provincie Quang Binh.

## Typické znaky

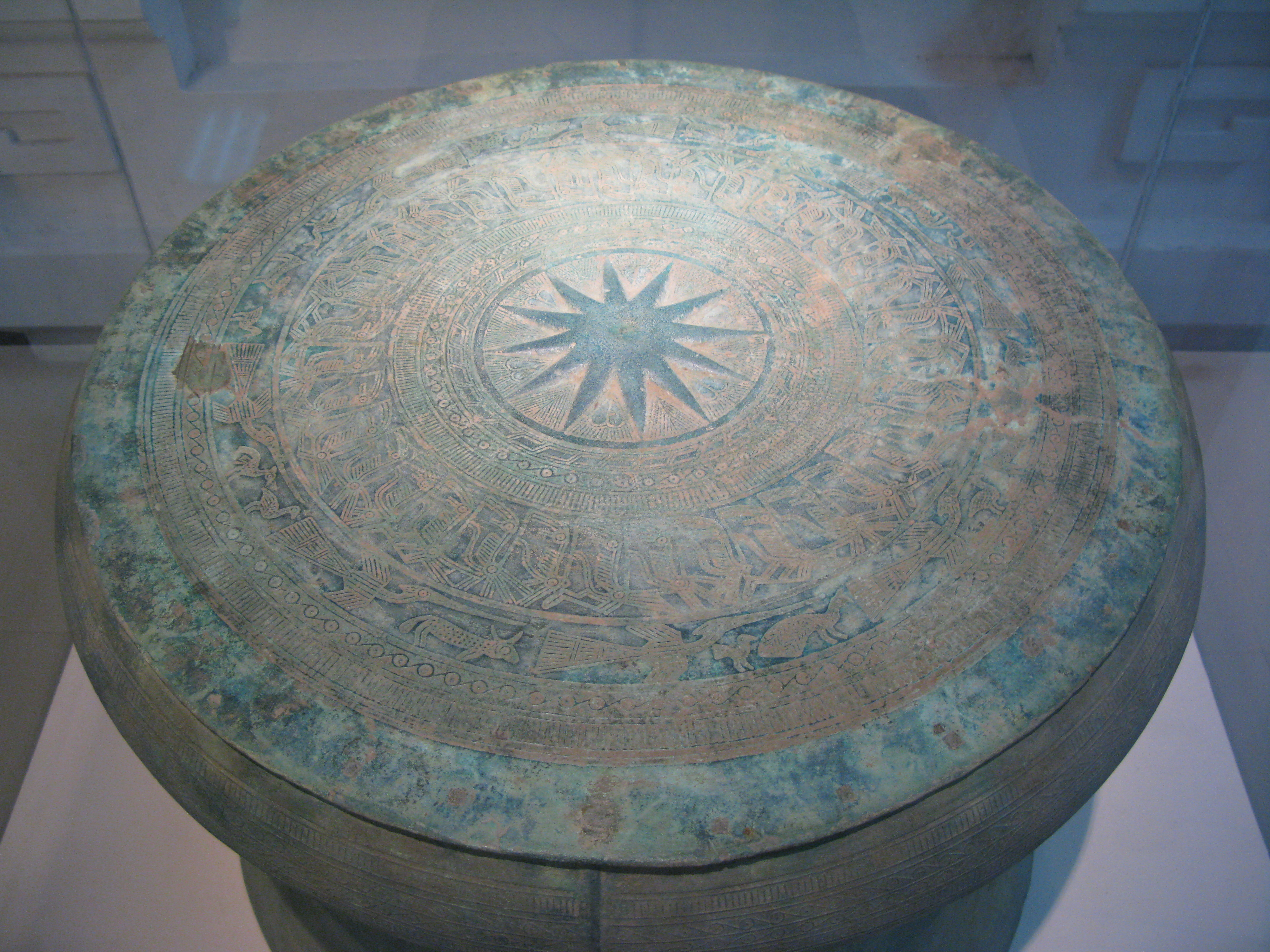
Bronzový buben

Kultura Dong Son má všechny znaky typické pro jihoasijské kultury, za něž je považována především znalost pěstování rýže za využití zavlažovacích technik a domy na kůlech, které měly zabránit proniknutí zvěře. Dalším typickým znakem této kultury bylo žvýkání betele, které je dodnes ve Vietnamu značně rozšířeno. Za důležitý znak této kultury je považováno využívání tetování.
Byla nalezena řada bronzových zemědělských nástrojů, zbraní a nádob, které nijak nevybočují z nálezů obdobných kultur v této oblasti. Za nejzvláštnější nálezy jsou považovány tzv. dongsonské bubny, které jsou vyrobeny z bronzu a zdobeny výjevy ze života. Účel těchto bubnů není znám, ale předpokládá se, že sloužily jako rituální hudební nástroj, kterým se přivolával déšť.